# Kelly McGillis
Kelly McGillis (Newport Beach, California, 9 de julio de 1957) es una actriz estadounidense, cuyas películas más notables son Witness (gracias a la cual recibió una nominación a los Globo de Oro), Top Gun y Acusados.

## Vida personal
En 1979, se casó con Boyd Black, geneálogo de Washington, divorciándose en 1981.
En 1982, Kelly fue atacada y violada en su apartamento. La traumática experiencia inspiró a la actriz a aceptar el papel de una abogada en el filme "The Accused", en el cual Jodie Foster obtuvo el Óscar de mejor actriz.
En 1989, se casó con el empresario Fred Tillman, con el cual llegó a invertir en un restaurante, y tuvieron dos hijas: Kelsey Lauren Tillman (24 de mayo de 1990) y Sonora Ashley Tillman (10 de abril de 1993). Kelly y Fred se divorciaron en 2002.
Declaró: "Tener 43 años y no estar dispuesta a pasar por quirófano para que te cambien la cara lo hace difícil". " Muy pronto no habrá nadie en América que aparente 50 años".
De acuerdo con el libro Sing Out, ella y Madonna mantuvieron una relación sentimental por un tiempo. 
En 2009, Kelly hizo pública su homosexualidad. Afirmó que sus dudas respecto a su sexualidad empezaron cuando tenía doce años. Los rumores siempre la persiguieron y en 2009 decidió darles fin.
En septiembre de 2010, a los 53 años, se casó con Melanie Leis, una ejecutiva de ventas de 41. Kelly McGillis y Melanie Leis se conocieron en el año 2000 cuando la segunda trabajaba en el restaurante que Kelly poseía junto a su exmarido, Fred Tillman, en Florida, aunque al parecer el romance empezó mucho después. Se separaron en 2012.

## Filmografía
- Reuben, Reuben (1983) como Geneva Spofford.
- Dulce venganza (1984) como Katherine Dennison Breen.
- Witness (1985) como Rachel Lapp.
- Top Gun (1986) como Charlotte 'Charlie' Blackwood
- La casa de Carroll Street (1987) como Emily
- Made in Heaven (1987) como Annie Packert/Ally Chandler.
- Acusados (1988) como Kathryn Murphy.
- The Babe (1992) como Claire Ruth
- We the Jury (1996) como Alyce Bell.
- El tercer gemelo (1997) como Jeannie Ferrami.
- Ángeles pintados (1998) como Nettie.
- El coleccionista de muñecas (1998) como Audrey Macleah.
- A primera vista (1999) como Jennie Adamson.
- morgan ferry  (2001) como Vinnie
- Stake Land (2010).
- The Innkeepers (2011) como Leanne Rease-Jones
- Love Finds You in Sugarcreek (2014) como Bertha Troyer
- El destino de Grace (2017) como Elizabeth Conner

## Premios y distinciones
Festival Internacional de Cine de Venecia
| Año  | Categoría                  | Película          | Resultado |
| ---- | -------------------------- | ----------------- | --------- |
| 1987 | Golden Ciak - Mejor actriz | Hecho en el cielo | Ganadora  |